# Ministère des Affaires étrangères (Bulgarie)
Pour les articles homonymes, voir Ministère des Affaires étrangères.
Le ministère des Affaires étrangères ((bg) Министерство на външните работи, Ministerstvo na vanshnite raboti) de Bulgarie est le ministère chargé de la politique étrangère de la Bulgarie. Celle-ci existe depuis la Libération de la Bulgarie. Jusqu'en 1947, il s'agissait du ministère des Affaires étrangères et religieuses.

## Organisation

### Ministre des Affaires étrangères
Le ministre des Affaires étrangères bulgare est chargé de la politique étrangère de la Bulgarie. Il est aussi à la tête de la diplomatie du pays et procède à la nomination de nombreux membres du service diplomatique bulgare.

### Sous ministres
Les sous-ministres ont pour mission d'assister le ministre des Affaires étrangères dans l'exercice de ses fonctions ainsi que dans le développement, la coordination et la mise en œuvre des politiques et des programmes spécifiques du gouvernement. Ils ont aussi pour fonction de superviser les travaux de représentations diplomatiques et consulaires dans le cadre de l'exécution des tâches relevant de leur compétence.
Les sous-ministres bénéficient d'une délégations de pouvoir par ordonnance écrite du ministre. En cas d'absence ou de congé légal du ministre des Affaires étrangères, le ministre nomme par un ordre écrit le sous-ministre qui sera chargé du ministère.

### Secrétaire permanent
La position de secrétaire permanent est la plus haute position professionnel diplomatique au sein du ministère. Pour être nommé secrétaire permanent, il faut que l'agent diplomatique ait eu le rôle d'ambassadeur, ait eu un poste de direction au sein du ministère, et ait travaillé pendant au moins trois comme chef d'une représentation à l'étranger. C'est le ministre des Affaires étrangères qui le nomme pour cinq ans après avoir effectué une sélection sur la base du mérite.
Ses fonctions sont :
- assister le ministre dans l'exercice de ses fonctions,
- coordonner et superviser le fonctionnement du service diplomatique et l'interaction de ses unités structurelles,
- et promouvoir les principes de développement de la carrière professionnelle de membre du service diplomatique.

Il participe aux travaux du Conseil des ministres.

## Sources

## Compléments